# Eugnosta busckana
Eugnosta busckana es una especie de polilla de la tribu Cochylini, familia Tortricidae. Fue descrita científicamente por Comstock en 1939 y nombrada en honor de August Busck.
Su envergadura es de 24 mm. Vuela en noviembre, diciembre, enero y febrero. La larva se alimenta de Encelia californica.

## Distribución
Se encuentra en el sur de California, Estados Unidos.
Desde 1994 está listada como especie amenazada en la lista roja de IUCN.